# Marcenat, Allier
Marcenat là một xã ở tỉnh Allier thuộc miền trung nước Pháp.